# Ferenc Bisza
Ferenc Bisza, madžarski feldmaršal, * 1890, † 1967.